# STS-132
La STS-132 va ser una missió de la NASA de l'Atlantis programada per al 14 de maig a les 18:20 UTC de 2010 integrada per 6 tripulants i va durar 12 dies.

## Càrrega
La STS-132 va tenir com a missió dur diversos equipaments:

### Rassvet

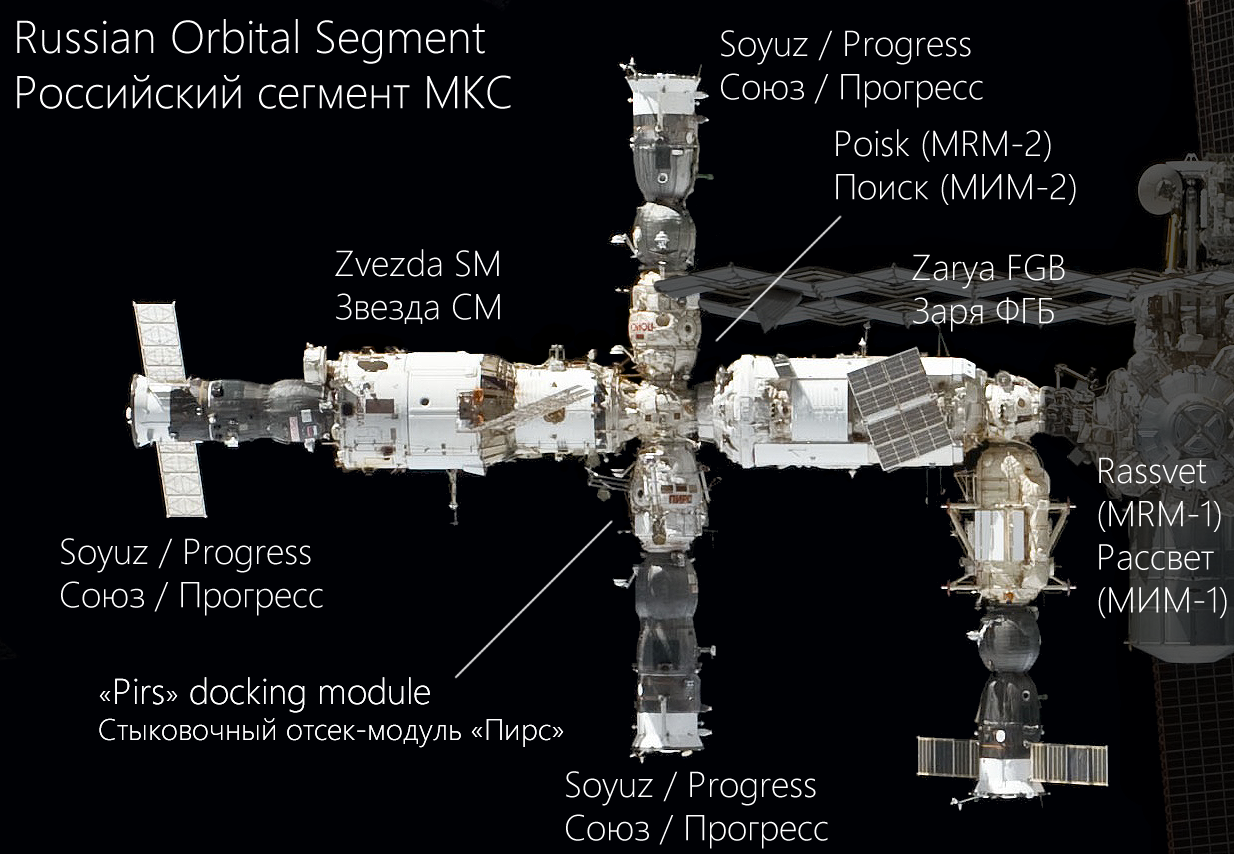
El segment orbital rus amb el MRM-1

El Mini-Mòdul de Recerca 1 (MRM-1), anomenat també Rassvet (en rus: Рассвéт, alba), DCM (Mòdul de Càrrega i Acoblament) o МИМ-1, fabricat per Rússia, serà l'últim mòdul de la secció russa de l'Estació Espacial Internacional.
Traslladarà equip de la NASA a Mòdul Laboratori Multipropòsit, un radiador i una junta amb forma de colze per al Braç Robòtic Europeu per a l'EEI.

### ICC-VLD
L'integrat de càrrega vertical-llum de desplegament (ICC-VLD) serà la segona càrrega útil major. Inclourà acoblats els següents elements:
- Sis bateries 4B.
- Una antena d'espai a terra (SGANT)
- Un micròfon SGANT
- Una unitat EOTP (enhanced orbital replacement unit temporary platform)
- Una caixa de fusibles
- Diferents aplicacions EVA
- Una unitat de distribució d'energia
- Dues unitats PVGFs (power video grapple fixtures)

### CD
Entre la càrrega també s'inclou un CD amb les còpies dels projectes concurs commemoratiu per marcar la fi de les llançadores. Al concurs es van presentar 85 projectes procedents d'empleats i contractistes de la NASA, dels qui va guanyar el Sr. Blake Dumestil.

## Tripulació

### Kenneth T. Ham

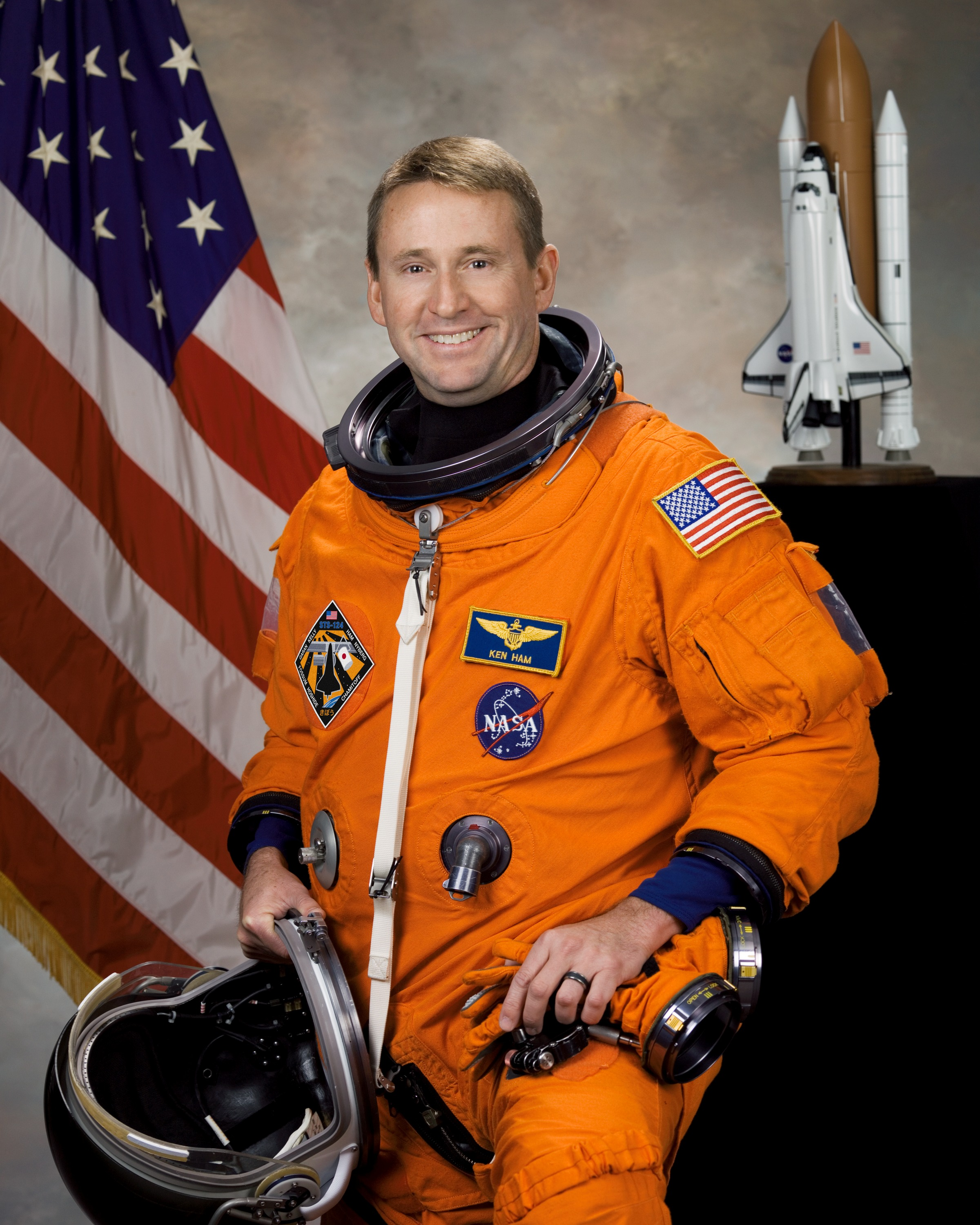
Kenneth T. Ham

Kenneth T. Ham és el comandant de la missió. Va néixer el 12 de desembre de 1964 a Plainfield, Nova Jersey. Està casat amb Michelle Ham, i té dos fills, Ryan i Randy, d'un matrimoni anterior.
És capità de la Marina. Quan es va graduar com alferes, es va entrenar com  pilot. Després va estar estudiant enginyeria aeronàutica durant 18 mesos a l'Escola Naval de Postgraduats / Escola de Pilots de Prova, que va complementar amb 12 mesos de entremaniento de pilots.
El seu primer treball com a astronauta va ser de CAPCOM (Capsule communicator), i el seu primer vol espacial va ser amb la missió STS-124.

### Dominic A. Antonelli

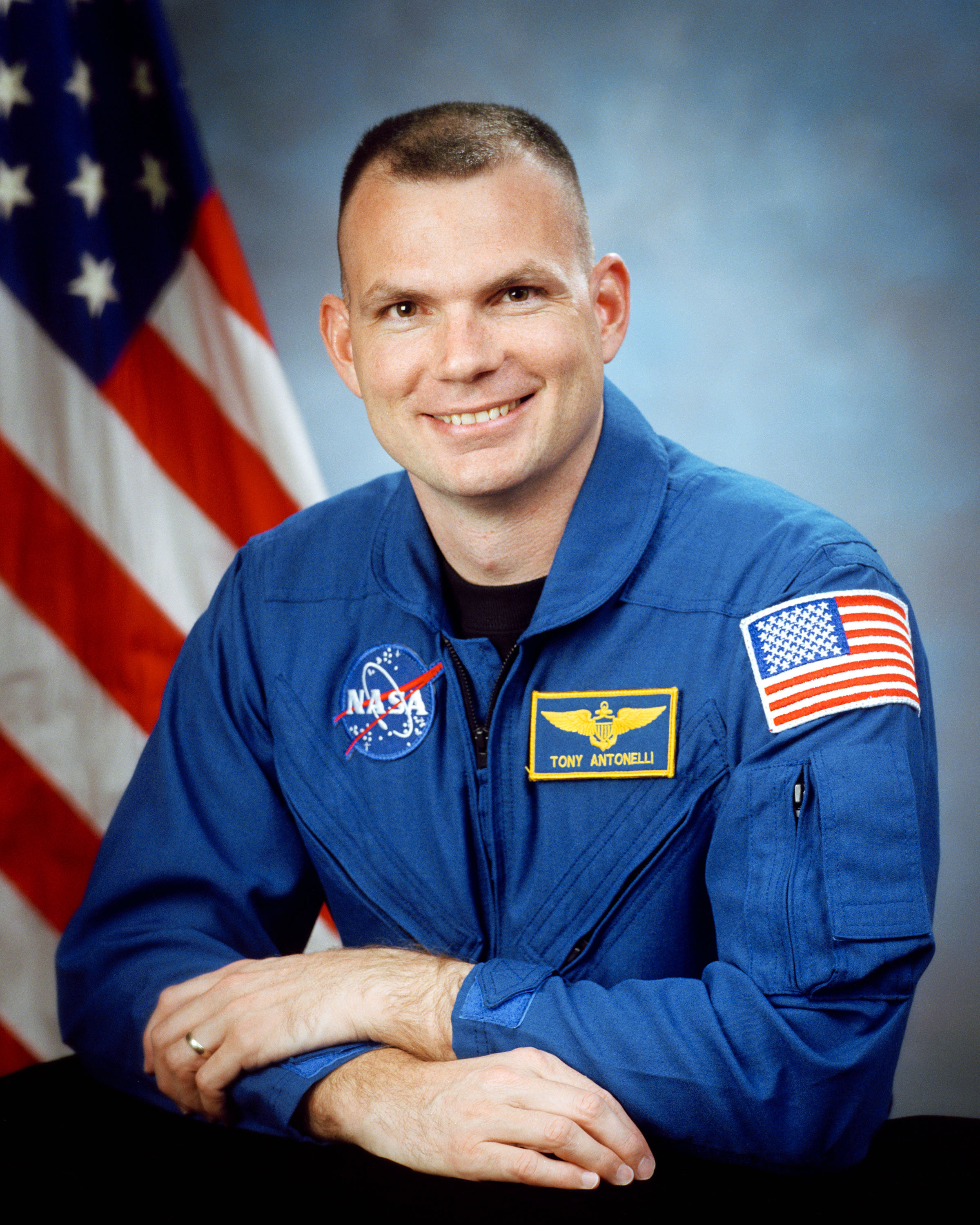
Dominic A. Antonelli

Dominic A. Antonelli és el pilot de la missió. Va néixer a Detroit, Michigan, el 23 d'agost de 1967 i està casat i amb dos fills. Té el rang de comandant, i ha treballat per a la Marina Nord-americana.
Va estar en el portaavions USS Nimitz com a aviador naval i oficial de senyals d'aterratge. L'any 2000, va ser seleccionat per treballar a la NASA de pilot. Va haver de superar 18 mesos de proves i entrenaments. Quan les va superar, es va dedicar a efectuar diverses tasques tècniques. Actualment, també és pilot de proves. És un Graduat Distingit de l'Escola de Pilots de Prova de les Forces Aèries dels Estats Units. L'any 2009 va treballar com a pilot a l'espai per primera vegada en la missió STS-119.

### Especialistes de la missió
A part de Kenneth i Dominic, hi ha quatre membres més de la tripulació:
- Piers J. Sellers: Astronauta anglès (Encara que nacionalitzat nord-americà) i l'únic tripulant no nascut als EUA de la missió. Té molta experiència, havent estat en dues missions amb llançadora espacial, la STS-112 i la STS-121
- Stephen G. Bowen: És oficial de submarí, i el primer d'aquesta professió a ser seleccionat com a especialista de missió. Va néixer a Cohasset, Massachusetts. Va estar a la STS-126
- Michael T. Good: Va néixer a Parma, Ohio. És oficial de les Forces Aèries dels Estats Units, va ser seleccionat per la NASA l'any 2000 i ha estat en la missió STS-125.
- Garrett E. Reisman: És un enginyer nascut a  Morristown, Nova Jersey. Va ser el primer jueu a l'EEI. Va estar a l'Expedició 16 i l'Expedició 17. Va ser a l'estació espacial amb la missió STS-123 i va tornar amb la STS-124.

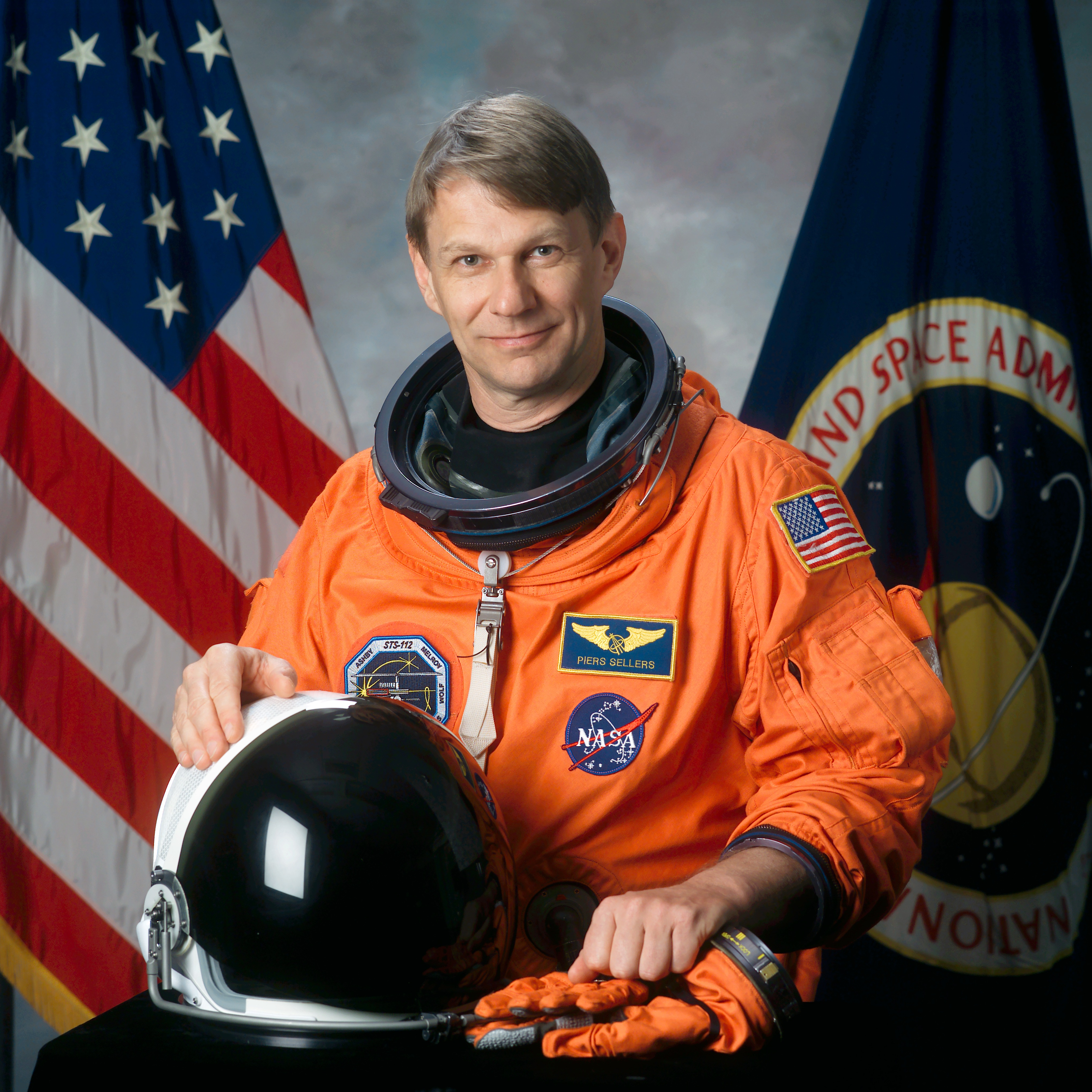
Piers J. Sellers
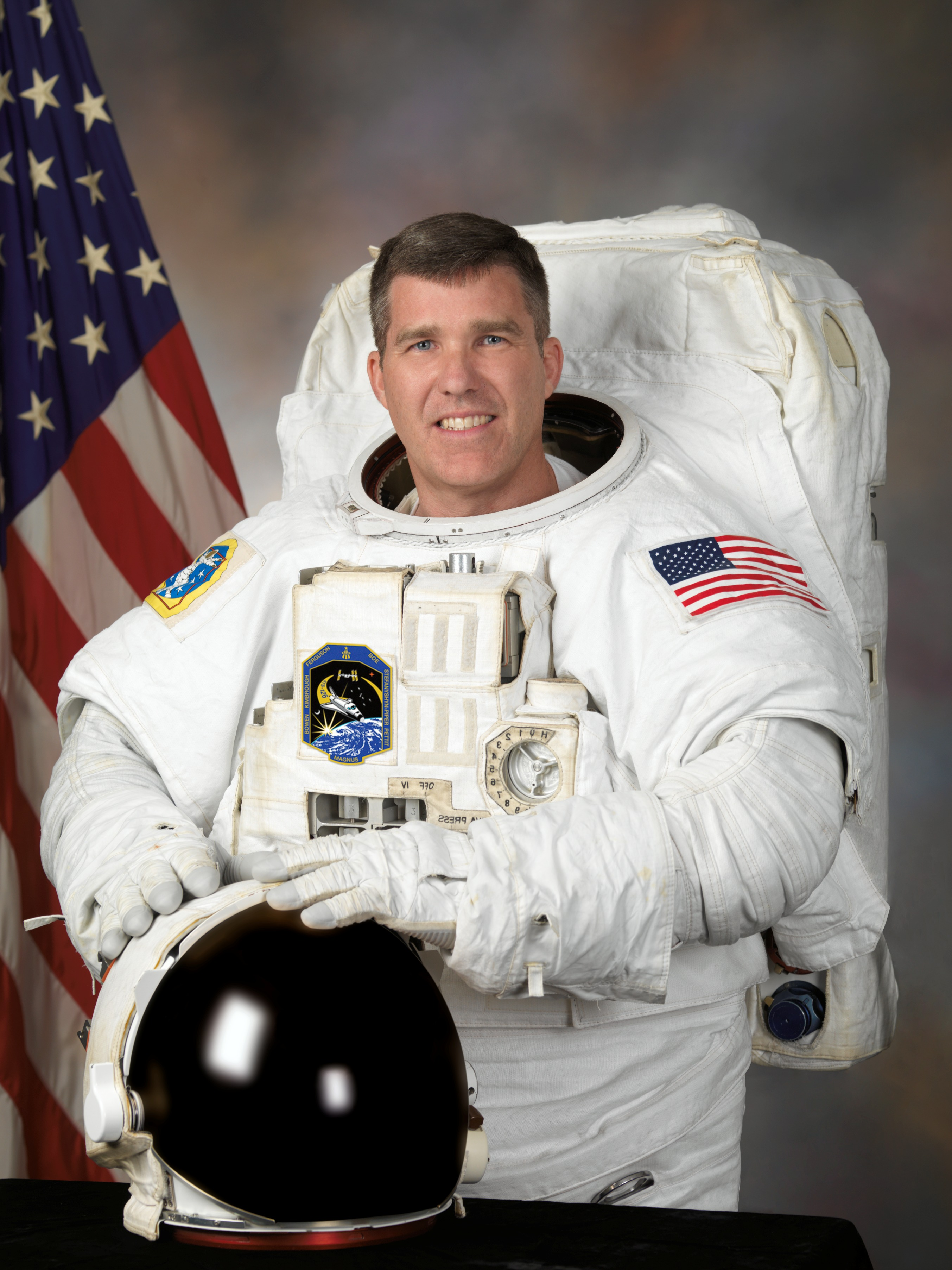
Stephen G. Bowen
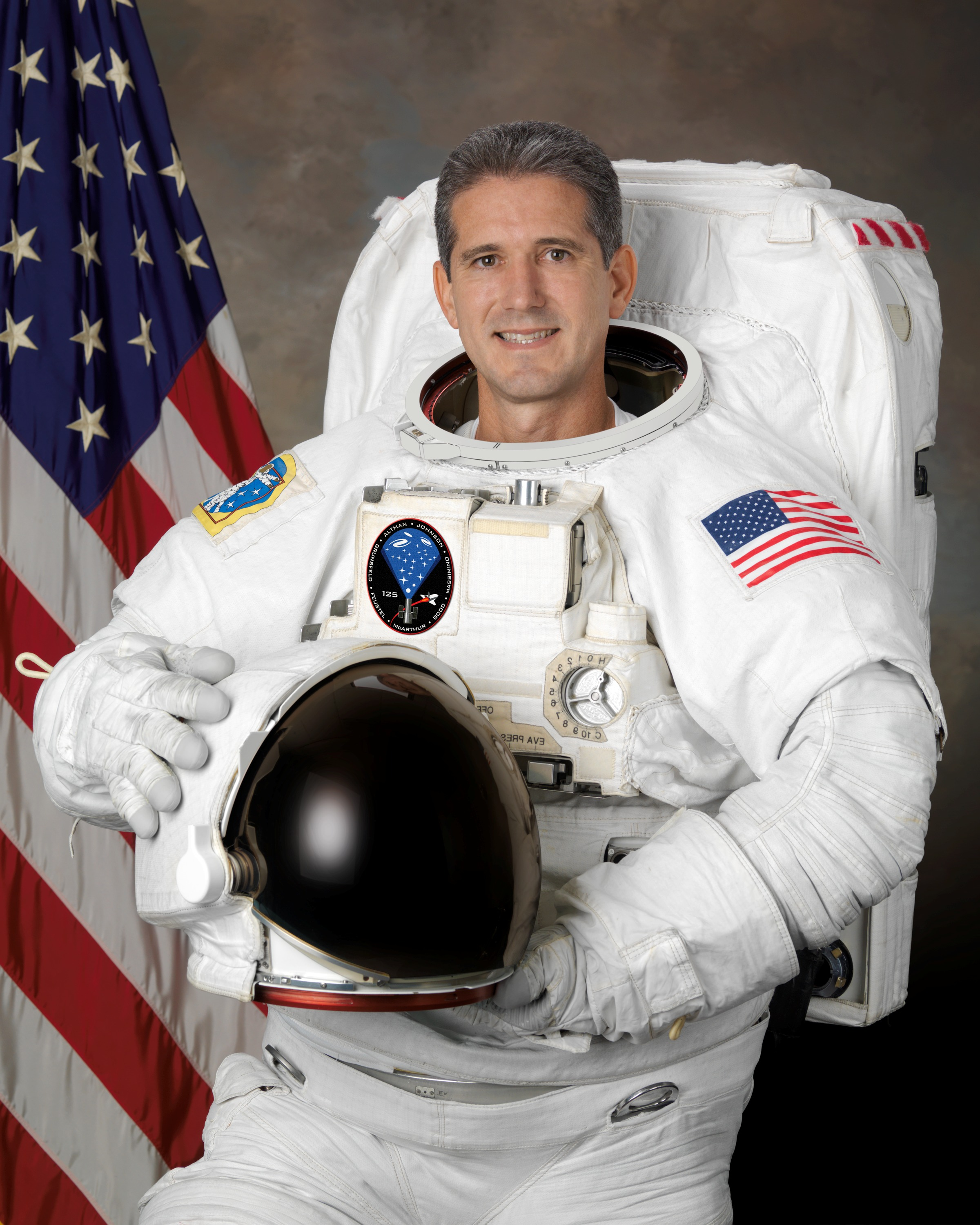
Michael T. Good
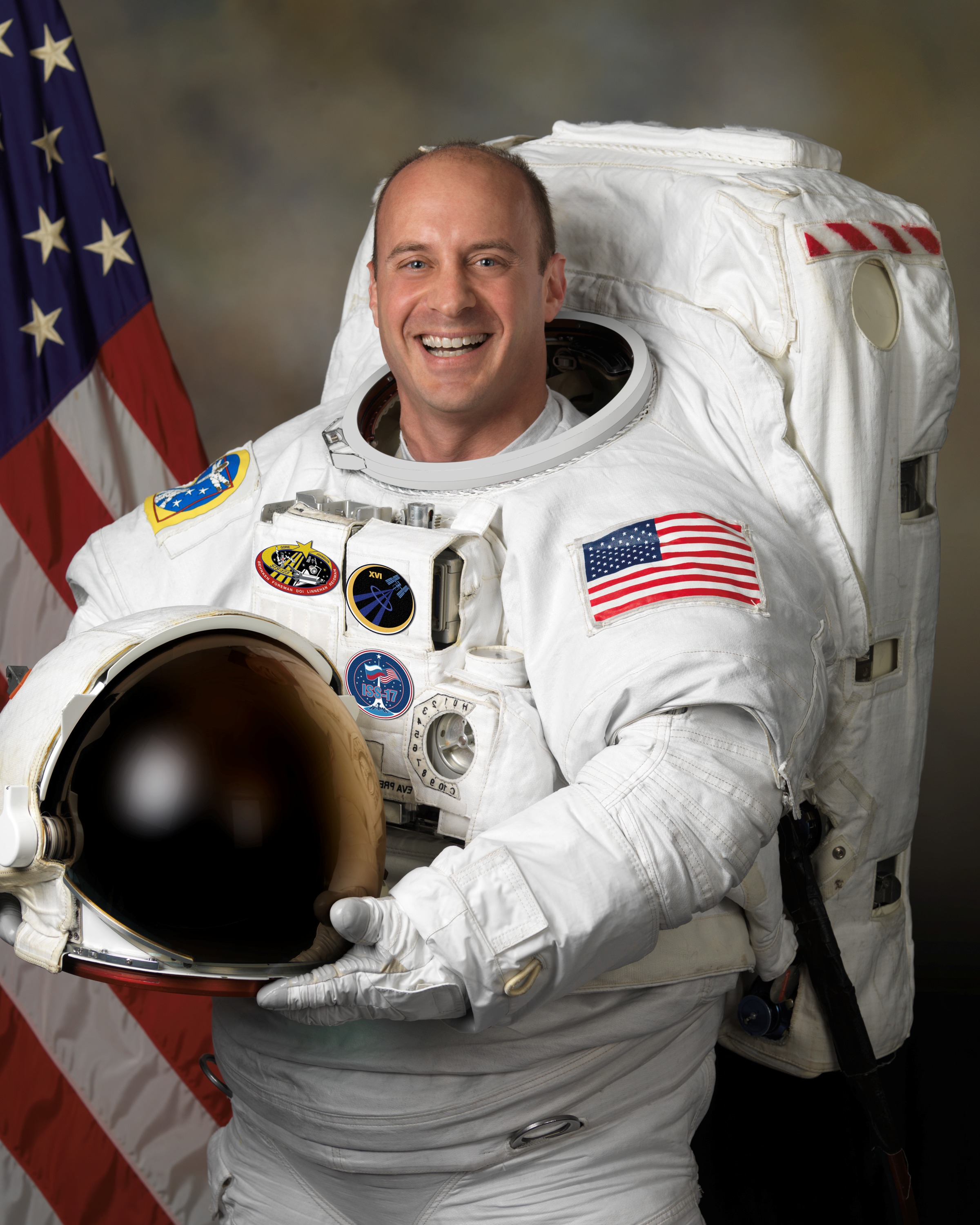
Garrett E. Reisman